# Хейз, Джемма
Джемма Хейз (англ. Gemma Hayes; род. 11 августа 1977 года) — ирландская певица, музыкант и композитор. Прежде всего известная как вокалистка и гитаристка, она также владеет широким спектром инструментов, включая фортепиано и губную гармонику. Также является участником групп The Cake Sale и Printer Clips.

## Биография
Хейз родилась и выросла в ирландской деревне Баллипорин, вместе с родителями и семью братьями и сёстрами. Она была окружена музыкой с раннего возраста под сильным влиянием своих братьев и сестер и своего отца, который был клавишником в местной группе. Позднее Джемма переехала в графство Лимерик, чтобы учиться в школе-интернате. К этому времени Хейз уже неплохо играл на пианино и обнаружила, что музыка помогает преодолеть скуку жизни в маленькой деревушке. Изучала социологию, психологию и историю в учебном заведении Университетский колледж Дублина. Хейз вскоре бросила учёбу, дабы сосредоточиться на своей музыке и выступать на музыкальных площадках по всему городу. Это субсидировалось ею за счёт работы неполный рабочий день в прачечной.
Музыкальная карьера Джеммы Хейз пошла вверх после подписания контракта на запись с британским независимым лейблом EMI в 2001 году. Спустя год номинировалась на Mercury Prize за лучший альбом.
Её песня «4:35am» вошла в официальный саундтрек фильма 2006 года «Флика».
С ноября 2013 года Хейз живёт в Лондоне, регулярно курсируя между Ирландией и Англией. 6 февраля 2014 года Хейз подтвердила, что в январе 2014 года она родила мальчика В августе 2014 года Хейс вышла замуж за Стюарта Масгрейва. В мае 2016 года Джемма родила второго ребёнка.